# Gestión educativa
La gestión educativa se refiere al proceso encaminado a enriquecer los proyectos educativos en las Instituciones, promueve la autonomía institucional en el marco de las políticas públicas y enriquece los procesos pedagógicos, apegada a las necesidades educativas del contexto, es decir, a nivel local y regional. Dentro de sus consideraciones, incluye desde el macrocontexto hasta el microcontexto, para poder mejorar el proceso de enseñanza y aprendizaje e incrementar la calidad educativa y la transferencia de conocimiento, a través de los actores participantes del fenómeno. La gestión educativa incide principalmente en los niveles de educación básica, donde abundan los estudios y proyectos de este tipo, aunque es un término heredado de la administración. En el nivel universitario disminuyen estos acercamientos, los existentes van enfocados a la utilización de las TIC´s  promoción de investigación, evaluación, gestión basada en el enfoque a procesos, la mejora continua  y un tópico muy interesante, la responsabilidad social.
La gestión universitaria está compuesta por un conjunto de factores (recursos, procesos y resultados) que deben estar al servicio y contribuir positivamente al desarrollo de la docencia, la investigación y la extensión. Esta conforma la manera de dirigir y orientar la universidad y por ende el conocimiento. La gestión universitaria conduce a la necesidad de aplicar herramientas de avanzada de dirección como solución permanente, integral y sistemática a las deficiencias e insuficiencias de la actual gestión. Este proceso presupone una forma perfeccionada del desempeño en la actividad de las Instituciones de Educación Superior, en permanente evolución y transformación.   

En torno a los aprendizajes y la calidad, hay algunos estudios de caso, como el de “Gestión Universitaria y Procesos de Aprendizaje para la Calidad Educativa: el caso del CUCEA de la Universidad de Guadalajara”, en el que se reflexiona que durante mucho tiempo, las universidades actuaron sin apoyarse conscientemente en la gestión y estructura organizativa, y hasta antes de los 70´s la gestión no formaba parte de la agenda de problemas institucionales y es hasta este periodo, que se ven en la necesidad de revitalizarse y considerar al entorno para ser competitivos. Botero Chica, rescata las tendencias en gestión educativa universitaria que se vienen abordando en Latinoamérica, en el siglo XXI, entre las que sobresalen la autonomía universitaria, la democracia, la expansión universitaria, la calidad, formación integral y universidad virtual. En el trabajo “La vinculación universitaria: ese obscuro objeto del deseo” se hace una crítica sobre el fallido proceso de la vinculación de la institución con los empleados de la universidad, al tiempo que proponen que sus funciones deben complementarse: 
"La gestión universitaria, como una función adjetiva, y el proceso de aprendizaje como función sustantiva, han sido analizadas tradicionalmente de forma independiente, como si fueran variables autónomas y  sin relación dentro de las instituciones de educación superior (IES). Sin embargo, existen elementos  empíricos que hacen suponer que el modelo de gestión predominante en las universidades, predetermina e incide en el desarrollo del proceso de aprendizaje, y que, a su vez, este último repercute en la calidad de la educación. Es decir que, tanto las funciones adjetivas como las sustantivas, están interrelacionadas y forman parte de un proceso integral, por lo que éstas necesitan ser analizadas y estudiadas en sus diferentes dimensiones".
Las exigencias actuales de la sociedad, en respuesta a la inserción de un mundo globalizado, requieren de una adecuada gestión educativa que permita desarrollar competencias basadas en los cuatro pilares de la educación: aprender a conocer, aprender a hacer, aprender a ser y aprender a convivir, e ir estrechamente unida a la administración educativa con sus procesos, de la que se retoma un término que también se aplica en este espacio: la calidad. La cual es definida por la Organización para la Cooperación y el Desarrollo Económico (OCDE) como la que “asegura a todos los jóvenes la adquisición de los conocimientos, capacidades, destrezas y actitudes necesarias para equipararles para la vida adulta”. Esta mirada pone énfasis en la socialización de las personas y en su compromiso con la comunidad, considerando el conjunto de aprendizajes relacionados con el desarrollo personal, afectivo, social y moral de los estudiantes, sin dejar de lado aquellos aspectos del contexto sociocultural y familiar. Así, en conjunto, la administración educativa y la gestión educativa, buscan el aprovechar los recursos para mejorar  el proceso educativo.
Una revisión de diversos estudios, realizados en países en desarrollo como Bangladés, Kenia, India o Ghana, demostró que el monitoreo de las actividades y los incentivos económicos producen un impacto significativo en la tasa de ausentismo de los maestros, aunque el monitoreo a nivel local no genera ningún impacto. Se requieren, sin embargo, más investigaciones sobre el efecto y la eficacia en función de costos de las diferentes medidas que buscan reducir dicho ausentismo docente, como lo pueden ser la supervisión de los padres, los incentivos para los maestros y los mejoramientos de sus viviendas.
En la última década, a la luz de las transformaciones tecnológicas, la gestión educativa ha demandado mayores competencias en materia de gestión de la comunicación, que dio lugar a campos de estudio específicos en pleno desarrollo. 